# Tomáš Rada
Tomáš Rada (* 28. září 1983, Praha) je český fotbalový záložník či obránce hrající za český klub 1. FC Slovácko. Mimo Česko působil na klubové úrovni v Turecku v Sivassporu. Jeho mladší bratr Jakub je rovněž prvoligový fotbalový záložník.

## Klubová kariéra
S fotbalem začal v pražské Spartě a prošel všemi jejími mládežnickými výběry. V roce 2003 odešel do Mostu, odkud se v následujícím roce vrátil zpět do Sparty. Do áčka se ovšem probojovat nedokázal a v roce 2005 přestoupil do plzeňské Viktorie. Té postupně pomohl ve vzestupu, zahrál si i 2 zápasy v kvalifikaci Evropské ligy. V zimě mistrovské sezony 2010/11 (konkrétně v lednu 2011) spolu s Jakubem Navrátilem přestoupil do tureckého Sivassporu, kde podepsal kontrakt do léta 2014. Klub se stal hráčovým prvním zahraničním angažmá. V Süper Lig ze začátku nastupoval pravidelně, ale postupně dostával méně příležitostí. V létě 2012 odešel hostovat do Vysočiny Jihlava. Zde nastoupil ve 24 ligových utkání, vstřelil 1 gól (23. března 2013 zařídil výhru 1:0 nad Mladou Boleslaví). Po sezoně 2012/13 se vrátil do Sivassporu, odkud přestoupil do 1. FC Slovácko, kde se dohodl na tříletém kontraktu.

## Úspěchy

### Klubové
FC Viktoria Plzeň
- 1× vítěz Gambrinus ligy (2010/11)
- 1× vítěz českého fotbalového poháru (2009/10)

### Reprezentační
- vicemistr Evropy v kategorii do 16 let (2000)